# Росноб (Кособский сельсовет)
Росноб — упразднённое село в Тляратинском районе Дагестана. На момент упразднения входило в состав Кособского сельсовета. Исключено из учетных данных в 1972 г.

## География
Располагалось в 1 км к северу от села Кособ, на левобережном склоне долины реки Аварское Койсу.

## История
До вхождения Дагестана в состав Российской империи селение Росну входило в состав вольного общества Кос. Затем в Коссойское сельское общество Анцухо-Капучинского наибства Гунибского округа Дагестанской области. Селение состояло из 12 хозяйств. По данным на 1926 год хутор Росно состоял из 1 хозяйства. В административном отношении входил в состав Кособского сельсовета Тляратинского района. В советские годы являлось отделением колхоза имени Чапаева села Кособ, с 1971 г. отделения совхоза «Кособский». 
Указом ПВС ДАССР от 30.05.1972 г. населенный пункт Росноб исключен из учетных данных.

## Население
| Год       | 1895 | 1926 | 1939 | 1970 |
| --------- | ---- | ---- | ---- | ---- |
| Население | 43   | 5    | 29   | 8    |

По переписи 1926 года в селе проживало 5 человек (1 мужчина и 4 женщины), из которых: аварцы — 100 %. Кроме того 10 человек числились в отходниках.